# Primera División de España 1928-29
La temporada 1928-29 de Primera División fue la 1.ª edición de la máxima categoría del sistema de Ligas españolas de fútbol. Tras el fracaso por organizar una primera competición profesional de liga la temporada anterior —que acabó desdoblándose en dos torneos inconclusos—, finalmente los clubes y la Federación llegaron a un acuerdo para su celebración. Se disputó del 10 de febrero al 30 de junio de 1929. Comenzó una semana después de que el Español se proclamase campeón del Campeonato de España de Copa.
El primer campeón de Liga fue el Barcelona tras decidirse el título al final del campeonato merced a una derrota del Real Madrid ante el Athletic, a la postre decisiva, y el triunfo de los catalanes frente al Real Unión y frente al Arenas de Guecho, el primero en la última jornada con el que igualaban a los madrileños, y el segundo de un partido aplazado que les permitió salir campeones. No hubo ascensos ni descensos, pues el colista, el Santander, venció la eliminatoria de promoción de permanencia al campeón de la Segunda División, el Sevilla.
El primer tanto de la historia de la Liga fue obra de José Pitus Prat, extremo del Español, durante el encuentro entre su club y el Real Unión que concluyó 3-2 a favor de los españolistas. Alfonso Olaso, jugador del Athletic de Madrid, fue el primer jugador en marcar un gol en propia meta en la competición en el partido frente al Arenas en la primera jornada del campeonato, mientras que Jaime Lazcano fue el primer jugador que anotó el primer hat-trick al anotar cuatro de los cinco goles en la victoria del Real Madrid frente al Europa, lo que situó al equipo madrileño como el primer líder en la historia de la Liga.

## Sistema de competición
La Primera División de España 1928-29 fue organizada por la Real Federación Española de Fútbol (RFEF).
La competición constó de un grupo único, integrado por diez clubes de toda la geografía española. Siguiendo un sistema de liga, los diez equipos se enfrentaron todos contra todos en dos ocasiones —una en campo propio y otra en campo contrario—, sumando un total de 18 jornadas. El orden de los encuentros se decidió por sorteo antes de empezar la competición.
La clasificación final se estableció con arreglo a los puntos obtenidos por los equipos en cada enfrentamiento, a razón de dos por partido ganado, uno por empate y ninguno en caso de derrota. Si al finalizar el campeonato dos equipos igualaban a puntos, los mecanismos para desempatar la clasificación fueron los siguientes:
1. El que tuviese una mayor diferencia entre goles a favor y en contra en los enfrentamientos entre ambos.
2. Si persistía el empate, se disputaría un partido de desempate en campo neutral.

Si el empate a puntos era entre tres o más clubes, los sucesivos mecanismos de desempate previstos por el reglamento fueron los siguientes: 
1. El mayor cociente resultante de dividir los goles a favor por los goles en contra, teniendo únicamente en cuenta los resultados de los clubes implicados en sus enfrentamientos directos.
2. El mayor cociente resultante de dividir los goles a favor por los goles en contra, teniendo en cuenta los resultados conseguidos durante todo el campeonato.
3. Si persistía el empate, se disputaría un partido de desempate en campo neutral.

### Efectos de la clasificación
El equipo que más puntos sumó al final del campeonato fue proclamado campeón de liga.
El último clasificado disputó, al finalizar una temporada, una promoción de permanencia contra el campeón del grupo A de Segunda División. El ganador de la promoción, disputada por eliminación directa a doble partido, obtuvo una plaza en Primera División para la próxima temporada.

## Equipos participantes

### Equipos por región
Diez equipos tomaron parte en la temporada inaugural de la Primera División de España:
| N.° | Región            | Equipos                                                                                |
| --- | ----------------- | -------------------------------------------------------------------------------------- |
| 4   | Vascongadas       | Arenas Club de Guecho Athletic Club Real Sociedad de Foot-ball Real Unión Club de Irún |
| 3   | Cataluña          | Club Deportivo Europa Football Club Barcelona Real Club Deportivo Español              |
| 2   | Castilla la Nueva | Athletic Club de Madrid Real Madrid Football Club                                      |
| 1   | Castilla la Vieja | Real Santander Racing Club                                                             |

### Información de los equipos
| Equipo (n/s)        | Ciudad        | Entrenador        | Capitán | Estadio       | Capacidad |
| ------------------- | ------------- | ----------------- | ------- | ------------- | --------- |
| Arenas de Guecho    | Guecho        | Pedro Vallana     |         | Ibaiondo      | 15 540    |
| Athletic Club       | Bilbao        | Máximo Royo       |         | San Mamés     | 17 628    |
| Athletic de Madrid  | Madrid        | Fred Pentland     |         | Metropolitano | 17 000    |
| Barcelona           | Barcelona     | Romà Forns        |         | Las Corts     | 25 000    |
| Español             | Barcelona     | Jack Greenwell    |         | Sarriá        | 16 055    |
| Europa              | Barcelona     | Karl Heinlein     |         | El Guinardó   | 18 000    |
| Racing de Santander | Santander     | Patrick O'Connell |         | El Sardinero  | 11 300    |
| Real Madrid         | Madrid        | José Quirante     |         | Chamartín     | 17 862    |
| Real Sociedad       | San Sebastián | Benito Díaz       |         | Atocha        | 9215      |
| Real Unión de Irún  | Irún          | ¿?                |         | Gal           | 12 000    |

Los partidos F. C. Barcelona contra Athletic Club, C. D. Europa contra F. C. Barcelona y R. C. D. Español contra F. C. Barcelona se disputaron en el Estadio de Montjuic, con capacidad para 70 000 espectadores, en lugar de los estadios habituales de los clubes señalados en primer lugar. Además, el C. D. Europa jugó sus partidos contra el Arenas y contra el Real Madrid C. F. en Las Corts.

### La selección de los clubes participantes
Anteriormente a la celebración del campeonato, los clubes buscaban formar una competición bajo un sistema de liga desde 1926 para su desarrollo, sin ponerse de acuerdo entre sí. Existían dos posturas enfrentadas: la de los denominados «minimalistas», que apoyaban un campeonato reducido de pocos clubes, y la de los «maximalistas», que abogaban por un campeonato abierto a más clubes. Sus diferencias llevaron a la creación de dos campeonatos paralelos, el Torneo de Campeones, formado por los primeros, y la Liga Profesional de Clubs de Foot-Ball o Liga Máxima, por los segundos. Esto motivó que ninguno de ellos tuviera un carácter oficial ni organización total y ninguno de ellos llegó a concluir.
Finalmente, ambas posturas lograron un consenso el 23 de noviembre de 1928 para la organización de un campeonato conjunto y para ello se estableció un sistema basado en categorías o divisiones, propuesta que ambas partes coincidían en aplicar desde la temporada anterior. En la denominada Primera División o máxima categoría, que constaría de diez clubes, se decidió que jugasen los seis clubes campeones del Campeonato de España hasta la fecha (Athletic, Real Madrid, Barcelona, Real Unión, Arenas y Real Sociedad —como club sucesor del Ciclista Foot-Ball Club—) más tres finalistas (Athletic de Madrid, Europa y Español). Para decidir la décima plaza, se organizó un torneo eliminatorio entre diez clubes que venció el Santander Racing.
Debido a la tardanza para alcanzar un acuerdo de los clubes, el campeonato comenzó en febrero de 1929 tras el Campeonato de España y concluyó en junio del mismo año.
La inclusión de jugadores extranjeros fue uno de los temas controvertidos de esta primera edición. Se acordó que solo los jugadores foráneos que fuesen profesionales y que estuviesen jugando un mínimo de dos años en España podían jugar el campeonato, por lo que muy pocos, no más de tres o cuatro, pudieron disputar esta primera liga.

#### Ronda previa
El vencedor de esta fase previa fue el décimo participante en la categoría. El resto de equipos compitió en el grupo "A" de la Segunda División, junto al Racing Club de Madrid. En caso de empate, se disputaba de nuevo el partido.

##### Primera ronda
| 25 de diciembre de 1928 | Real Oviedo F. C.             | 2:2 (2:1) | Iberia S. C.                 | Estadio de San Mamés, Bilbao |                            |
|                         | Polón 30' · Caramelero 30-45' | Reporte   | 3' Zorrozúa · 45-90' Tomasín | Árbitro(s): Escartín Morán   | Árbitro(s): Escartín Morán |

| Desempate; 26 de diciembre de 1928 | Real Oviedo F. C.                                               | 4:1 (2:1) | Iberia S. C. | Estadio de San Mamés, Bilbao |                            |
|                                    | Tamargo 18' · Trucha 33-45' · Chuché 45-90' · Caramelero 45-90' | Reporte   | 33' Zorrozúa | Árbitro(s): Escartín Morán   | Árbitro(s): Escartín Morán |

| 25 de diciembre de 1928 | Real Betis Balompié            | 2:1 (0:0) | C. D. Alavés     | Stadium Metropolitano, Madrid |                               |
|                         | Enrique 45-90' · Aranda 45-90' | Reporte   | 45-90' Ibarraran | Árbitro(s): Comorera Gatuella | Árbitro(s): Comorera Gatuella |

##### Cuartos de final
| 10 de enero de 1929                                               | Real Santander R. C.                | 2:2 (0:1) | Valencia F. C.               | Estadio de Chamartín, Madrid |                            |
|                                                                   | Santiuste 45-90' · Larrinaga 45-90' | Reporte   | 32' Picolín · 45-90' Silvino | Árbitro(s): Escartín Morán   | Árbitro(s): Escartín Morán |
| • Se disputó una prórroga de dos partes de diez minutos cada una. |                                     |           |                              |                              |                            |

| Desempate; 13 de enero de 1929 | Real Santander R. C. | 2:1 | Valencia F. C. | Stadium Metropolitano, Madrid |  |
|                                | ? · ?                |     | ?              |                               |  |

| 13 de enero de 1929 | Real Oviedo F. C. | 0:1 | Real Betis Balompié | Estadio de Mestalla, Valencia |                           |
|                     |                   |     | ?                   | Árbitro(s): Montero Román     | Árbitro(s): Montero Román |

| 13 de enero de 1929 | R. C. Celta | 3:2 | Real Sporting de Gijón | Campo de Guzmán, León    |                          |
|                     | ? · ? · ?   |     | ? · ?                  | Árbitro(s): Vilalta Bars | Árbitro(s): Vilalta Bars |

| 17 de enero de 1929 | Sevilla F. C. | 4:1 | R. C. D. La Coruña | Stadium Metropolitano, Madrid |  |
|                     | ? · ? · ? · ? |     | ?                  |                               |  |

##### Semifinales
| 23 de enero de 1929 | Real Betis Balompié | 1:2 (1:2) | Real Santander R. C.  | Estadio de Chamartín, Madrid |                              |
|                     | Álvarez 20'         | Reporte   | 5' Óscar · 10' Loredo | Árbitro(s): Melcón Bartolomé | Árbitro(s): Melcón Bartolomé |

| 27 de enero de 1929 | Sevilla F. C. | 2:1 | R. C. Celta | Stadium Metropolitano, Madrid |  |
|                     | ? · ?         |     | ?           |                               |  |

##### Final
| 3 de febrero de 1929 | Real Santander R. C. | 1:1 | Sevilla F. C. | Stadium Metropolitano, Madrid |  |
|                      | ?                    |     | ?             |                               |  |

| Desempate; 6 de febrero de 1929 | Sevilla F. C. | 2:2 | Real Santander R. C. | Stadium Metropolitano, Madrid |                          |
|                                 | ? · ?         |     | ? · ?                | Árbitro(s): Vilalta Bars      | Árbitro(s): Vilalta Bars |

| Desempate; 9 de febrero de 1929 | Real Santander R. C.             | 2:1 (1:0) | Sevilla F. C. | Stadium Metropolitano, Madrid |                          |
|                                 | Óscar 1-45' · Gómez-Acebo 45-90' | Reporte   | 45-90' Ocaña  | Árbitro(s): Vilalta Bars      | Árbitro(s): Vilalta Bars |

## Desarrollo
Tras el fracaso por organizar una primera competición profesional de liga la temporada anterior —que acabó desdoblándose en dos torneos inconclusos—, finalmente y tras diversas reuniones los clubes y la Federación llegaron a un acuerdo para la celebración de un único campeonato acorde a las exigencias de los clubes. Del mismo modo se conformaron los dos grupos de Segunda División.
Se llegó así al 10 de febrero, fecha en la que se disputó la primera jornada del campeonato y tras la finalización del Campeonato de España de Copa. El primer tanto de la historia de la Liga fue obra de José Pitus Prat, extremo del R. C. D. Español, durante el encuentro entre su club y el Real Unión que concluyó con 3-2 a favor de los españolistas. Alfonso Olaso, jugador del Athletic de Madrid, fue el primer jugador en marcar un gol en propia meta en la competición en el partido frente al Arenas Club en la primera jornada del campeonato y Jaime Lazcano fue el jugador que anotó el primer triplete al anotar cuatro de los cinco goles en la victoria del Real Madrid F. C. frente al C. D. Europa, lo que situó al equipo madrileño como el primer líder en la historia de la Liga.
Un fuerte comienzo del Real Madrid le permitió liderar la competición hasta la jornada 10, momento en el que fue relevado por el Arenas y por el Barcelona después. Los madrileños habían entrado en una mala dinámica y se vieron relegados hasta recuperar el liderato a falta de una jornada, aunque fue finalmente el club catalán quien se alzó con el título al final del torneo tras una notable remontada desde los últimos puestos. El desarrollo del campeonato sin embargo no estuvo exento de problemas. Muchos partidos hubieron de ser aplazados, y fue el principal motivo por el que erróneamente se atribuía que los madrileños perdieron el campeonato en el último partido. Si bien es cierto que a la postre su derrota frente al Athletic Club fue definitoria, el club barcelonista igualó sus 23 puntos con su victoria esa misma jornada frente al Real Unión, pero debía disputar aún un partido aplazado que fue el que le llevó a ser campeón el 30 de junio, una semana después de la disputa oficial de la última jornada tras vencer al Arenas.
En el resto de posiciones no hubo datos relevantes al no producirse ascensos ni descensos, pues el colista, el Racing de Santander, venció la eliminatoria de promoción de permanencia al campeón de la Segunda División, el Sevilla F. C., curiosamente el mismo equipo al que privó de disputar la máxima categoría al vencerle en la eliminatoria previa al campeonato para dilucidar el décimo participante.

### Clasificación
| Pos. | Equipo                   | Pts. | PJ | G  | E | P  | GF | GC | Dif. | Notas                                    |     | BAR | RMA | ATH | RSO | ARE | ATM | ESP | EUR | RUN | RAC |
| ---- | ------------------------ | ---- | -- | -- | - | -- | -- | -- | ---- | ---------------------------------------- | --- | --- | --- | --- | --- | --- | --- | --- | --- | --- | --- |
| 1    | F. C. Barcelona (C)      | 25   | 18 | 11 | 3 | 4  | 37 | 23 | +14  | Primer título                            |     | —   | 1–2 | 3–0 | 1–0 | 2–2 | 4–0 | 1–0 | 5–2 | 4–1 | 5–1 |
| 2    | Real Madrid F. C.        | 23   | 18 | 11 | 1 | 6  | 40 | 27 | +13  |                                          |     | 0–1 | —   | 5–1 | 2–1 | 2–0 | 2–4 | 2–0 | 5–0 | 2–0 | 2–2 |
| 3    | Athletic Club            | 20   | 18 | 8  | 4 | 6  | 43 | 33 | +10  |                                          | 5–1 | 2–0 | —   | 4–2 | 2–3 | 3–5 | 9–0 | 2–0 | 2–1 | 0–0 |     |
| 4    | Real Sociedad            | 20   | 18 | 8  | 4 | 6  | 46 | 41 | +5   |                                          | 3–0 | 5–4 | 1–1 | —   | 3–2 | 3–5 | 1–1 | 5–4 | 3–2 | 8–1 |     |
| 5    | Arenas Club de Guecho    | 19   | 18 | 8  | 3 | 7  | 32 | 39 | −7   |                                          | 0–2 | 3–2 | 0–1 | 3–0 | —   | 2–3 | 3–0 | 2–2 | 1–1 | 2–1 |     |
| 6    | Athletic de Madrid       | 18   | 18 | 8  | 2 | 8  | 43 | 41 | +2   |                                          | 4–1 | 6–3 | 6–3 | 0–1 | 4–2 | —   | 7–1 | 5–4 | 3–1 | 4–0 |     |
| 7    | R. C. D. Espanyol (C, O) | 18   | 18 | 7  | 4 | 7  | 32 | 38 | −6   | Campeón de Copa                          |     | 1–1 | 4–0 | 4–1 | 1–1 | 1–2 | 3–6 | —   | 3–1 | 3–2 | 3–0 |
| 8    | C. D. Europa             | 16   | 18 | 6  | 4 | 8  | 45 | 49 | −4   |                                          |     | 1–1 | 5–2 | 1–1 | 4–3 | 5–2 | 2–3 | 0–3 | —   | 3–3 | 4–1 |
| 9    | R. U. C. Irún            | 12   | 18 | 5  | 2 | 11 | 40 | 42 | −2   |                                          | 1–2 | 0–2 | 6–3 | 2–3 | 7–1 | 1–2 | 4–3 | 2–3 | —   | 3–1 |     |
| 10   | Real Santander R. C.     | 9    | 18 | 3  | 3 | 12 | 25 | 50 | −25  | Promoción de descenso a Segunda División |     | 0–2 | 1–3 | 0–4 | 6–1 | 5–1 | 1–2 | 1–1 | 3–2 | 1–3 | —   |

 Fuente: BDFutbol
Criterios de clasificación: Puntos · Diferencia de goles · Goles a favor · Play-off
|                         |
|                         |
| Campeón F. C. Barcelona |
| 1.er título             |

### Evolución de la clasificación
| Jornada / Equipo      | 1  | 2  | 3  | 4  | 5  | 6  | 7  | 8  | 9  | 10 | 11 | 12 | 13 | 14 | 15 | 16 | 17 | 18 |
| Jornada / Equipo      |    |    |    |    |    |    |    |    |    |    |    |    |    |    |    |    |    |    |
| --------------------- | -- | -- | -- | -- | -- | -- | -- | -- | -- | -- | -- | -- | -- | -- | -- | -- | -- | -- |
| F. C. Barcelona       | 2  | 4  | 7  | 7  | 9  | 8  | 9  | 7  | 6  | 4  | 5  | 3  | 1  | 1  | 1  | 1  | 2  | 1  |
| Real Madrid F. C.     | 1  | 1  | 1  | 1  | 1  | 1  | 1  | 1  | 1  | 1  | 2  | 1  | 2  | 2  | 2  | 2  | 1  | 2  |
| Athletic Club         | 6  | 2  | 2  | 2  | 2  | 4  | 2  | 2  | 3  | 3  | 3  | 5  | 4  | 5  | 3  | 4  | 4  | 3  |
| Real Sociedad         | 5  | 3  | 3  | 4  | 4  | 5  | 4  | 3  | 5  | 6  | 6  | 7  | 6  | 6  | 6  | 6  | 5  | 4  |
| Arenas Club de Guecho | 8  | 9  | 9  | 8  | 7  | 7  | 6  | 4  | 2  | 2  | 1  | 4  | 5  | 4  | 5  | 3  | 3  | 5  |
| Athletic de Madrid    | 3  | 7  | 8  | 5  | 5  | 3  | 5  | 6  | 7  | 9  | 9  | 9  | 8  | 9  | 8  | 7  | 8  | 6  |
| R. C. D. Español      | 4  | 8  | 4  | 3  | 3  | 2  | 3  | 5  | 4  | 5  | 4  | 2  | 3  | 3  | 4  | 5  | 6  | 7  |
| C. D. Europa          | 10 | 6  | 6  | 9  | 8  | 9  | 8  | 9  | 8  | 7  | 8  | 8  | 9  | 7  | 7  | 8  | 7  | 8  |
| R. U. C. Irún         | 7  | 5  | 5  | 6  | 6  | 6  | 7  | 8  | 9  | 8  | 7  | 6  | 7  | 8  | 9  | 9  | 9  | 9  |
| Real Santander R. C.  | 9  | 10 | 10 | 10 | 10 | 10 | 10 | 10 | 10 | 10 | 10 | 10 | 10 | 10 | 10 | 10 | 10 | 10 |

### Resultados
| Arenas de Guecho     | 2:3 | Athletic de Madrid | Ibaiondo     | 10 de febrero | — | Insausti Lizaso    |
| R. C. D. Español     | 3:2 | R. U. C. Irún      | Sarriá       | 10 de febrero | — | Escartín Morán     |
| Real Sociedad        | 1:1 | Athletic Club      | Atocha       | 10 de febrero | — | Serrano de la Mata |
| Real Madrid F. C.    | 5:0 | C. D. Europa       | Chamartín    | 10 de febrero | — | Hernández Areces   |
| Real Santander R. C. | 0:2 | F. C. Barcelona    | El Sardinero | 12 de febrero | — | Melcón Bartolomé   |

| Athletic Club      | 9:0 | R. C. D. Español     | San Mamés     | 17 de febrero | —     | Escartín Morán   |
| Athletic de Madrid | 0:3 | Real Sociedad        | Metropolitano | 17 de febrero | —     | Hernández Areces |
| R. U. C. Irún      | 3:1 | Real Santander R. C. | Gal           | 17 de febrero | —     | Montero Román    |
| C. D. Europa       | 5:2 | Arenas de Guecho     | Las Corts     | 17 de febrero | 14:00 | Melcón Bartolomé |
| F. C. Barcelona    | 1:2 | Real Madrid F. C.    | Las Corts     | 17 de febrero | 15:45 | Steimborn Ludvik |

| Arenas de Guecho     | 1:1 | R. U. C. Irún      | Ibaiondo     | 24 de febrero | — | Montero Román     |
| R. C. D. Español     | 3:1 | C. D. Europa       | Sarriá       | 24 de febrero | — | Llovera Mas       |
| Real Santander R. C. | 0:4 | Athletic Club      | El Sardinero | 24 de febrero | — | Escartín Morán    |
| Real Sociedad        | 3:0 | F. C. Barcelona    | Atocha       | 24 de febrero | — | Quintana Suero    |
| Real Madrid F. C.    | 2:1 | Athletic de Madrid | Chamartín    | 24 de febrero | — | Comorera Gatuella |

| Athletic Club     | 2:0 | C. D. Europa         | San Mamés | 3 de marzo | — | Menchaca González  |
| F. C. Barcelona   | 2:2 | Arenas de Guecho     | Las Corts | 3 de marzo | — | Insausti Lizaso    |
| R. C. D. Español  | 3:0 | Real Santander R. C. | Sarriá    | 3 de marzo | — | Escartín Morán     |
| R. U. C. Irún     | 1:2 | Athletic de Madrid   | Gal       | 3 de marzo | — | Serrano de la Mata |
| Real Madrid F. C. | 2:1 | Real Sociedad        | Chamartín | 3 de marzo | — | Vilalta Bars       |

| Arenas de Guecho     | 1:0 | Athletic Club     | Ibaiondo      | 10 de marzo | — | Insausti Lizaso         |
| Athletic de Madrid   | 4:1 | F. C. Barcelona   | Metropolitano | 10 de marzo | — | Murguía Ortiz de Zárate |
| C. D. Europa         | 3:3 | R. U. C. Irún     | El Guinardó   | 10 de marzo | — | Escartín Morán          |
| Real Santander R. C. | 1:3 | Real Madrid F. C. | El Sardinero  | 10 de marzo | — | Saracho Goitia          |
| Real Sociedad        | 1:1 | R. C. D. Español  | Atocha        | 10 de marzo | — | Navaz Sanz              |

| Arenas de Guecho   | 3:0 | Real Sociedad        | Ibaiondo      | 24 de marzo | — | Ledesma Corredor        |
| Athletic de Madrid | 4:0 | Real Santander R. C. | Metropolitano | 24 de marzo | — | Serrano de la Mata      |
| F. C. Barcelona    | 5:2 | C. D. Europa         | Las Corts     | 24 de marzo | — | Murguía Ortiz de Zárate |
| R. C. D. Español   | 4:0 | Real Madrid F. C.    | Sarriá        | 24 de marzo | — | Steimborn Ludvik        |
| R. U. C. Irún      | 6:3 | Athletic Club        | Gal           | 24 de marzo | — | Montero Román           |

| Athletic Club     | 5:1 | F. C. Barcelona      | San Mamés   | 31 de marzo | — | Melcón Bartolomé |
| R. C. D. Español  | 1:2 | Arenas de Guecho     | Sarriá      | 31 de marzo | — | Adrados Martín   |
| C. D. Europa      | 4:1 | Athletic de Madrid   | El Guinardó | 31 de marzo | — | Insausti Lizaso  |
| Real Sociedad     | 8:1 | Real Santander R. C. | Atocha      | 31 de marzo | — | Escartín Morán   |
| Real Madrid F. C. | 2:0 | R. U. C. Irún        | Chamartín   | 31 de marzo | — | Vilalta Bars     |

| Arenas de Guecho     | 3:2 | Real Madrid F. C. | Ibaiondo      | 7 de abril | — | Steimborn Ludvik |
| Athletic de Madrid   | 2:3 | Athletic Club     | Metropolitano | 7 de abril | — | Barrena Amilibia |
| F. C. Barcelona      | 1:0 | R. C. D. Español  | Las Corts     | 7 de abril | — | Escartín Morán   |
| Real Santander R. C. | 3:2 | C. D. Europa      | El Sardinero  | 7 de abril | — | Hernández Areces |
| R. U. C. Irún        | 2:3 | Real Sociedad     | Gal           | 7 de abril | — | Cruella Tena     |

| Arenas de Guecho  | 2:1 | Real Santander R. C. | Ibaiondo    | 21 de abril | — | Escartín Morán    |
| R. C. D. Español  | 3:2 | Athletic de Madrid   | Sarriá      | 21 de abril | — | Comorera Gatuella |
| C. D. Europa      | 4:3 | Real Sociedad        | El Guinardó | 21 de abril | — | Melcón Bartolomé  |
| R. U. C. Irún     | 1:2 | F. C. Barcelona      | Gal         | 21 de abril | — | Navaz Sanz        |
| Real Madrid F. C. | 5:1 | Athletic Club        | Chamartín   | 21 de abril | — | Menchaca González |

| Athletic Club      | 4:2 | Real Sociedad        | San Mamés     | 28 de abril | — | Barrena Amilibia        |
| Athletic de Madrid | 1:2 | Arenas de Guecho     | Metropolitano | 28 de abril | — | Hernández Areces        |
| F. C. Barcelona    | 5:1 | Real Santander R. C. | Las Corts     | 28 de abril | — | Murguía Ortiz de Zárate |
| C. D. Europa       | 5:2 | Real Madrid F. C.    | Las Corts     | 28 de abril | — | Comorera Gatuella       |
| R. U. C. Irún      | 4:3 | R. C. D. Español     | Gal           | 28 de abril | — | Escartín Morán          |

| Arenas de Guecho     | 2:2 | C. D. Europa       | Ibaiondo     | 5 de mayo | — | Menchaca González  |
| R. C. D. Español     | 4:1 | Athletic Club      | Sarriá       | 5 de mayo | — | Melcón Bartolomé   |
| Real Santander R. C. | 1:3 | R. U. C. Irún      | El Sardinero | 5 de mayo | — | Serrano de la Mata |
| Real Sociedad        | 3:3 | Athletic de Madrid | Atocha       | 9 de mayo | — | Serrano de la Mata |
| Real Madrid F. C.    | 0:1 | F. C. Barcelona    | Chamartín    | 9 de mayo | — | Menchaca González  |

| C. D. Europa       | 0:3 | R. C. D. Español     | El Guinardó   | 9 de mayo  | — | Comorera Gatuella |
| Athletic Club      | 0:0 | Real Santander R. C. | San Mamés     | 12 de mayo | — | Insausti Lizaso   |
| R. U. C. Irún      | 7:1 | Arenas de Guecho     | Gal           | 12 de mayo | — | Escartín Morán    |
| Athletic de Madrid | 0:3 | Real Madrid F. C.    | Metropolitano | 30 de mayo | — | Comorera Gatuella |
| F. C. Barcelona    | 1:0 | Real Sociedad        | Las Corts     | 30 de mayo | — | Escartín Morán    |

| Real Sociedad        | 5:4 | Real Madrid F. C. | Atocha        | 19 de mayo  | — | Comorera Gatuella |
| Athletic de Madrid   | 3:1 | R. U. C. Irún     | Metropolitano | 19 de mayo  | — | Quintana Suero    |
| Real Santander R. C. | 1:1 | R. C. D. Español  | El Sardinero  | 30 de mayo  | — | Steimborn Ludvik  |
| C. D. Europa         | 1:1 | Athletic Club     | Montjuic      | 30 de mayo  | — | Melcón Bartolomé  |
| Arenas de Guecho     | 0:2 | F. C. Barcelona   | Ibaiondo      | 30 de junio | — | Escartín Morán    |

| Athletic Club     | 2:3 | Arenas de Guecho     | San Mamés | 26 de mayo | — | Insausti Lizaso   |
| R. U. C. Irún     | 2:3 | C. D. Europa         | Gal       | 26 de mayo | — | Navaz Sanz        |
| Real Madrid F. C. | 2:2 | Real Santander R. C. | Chamartín | 26 de mayo | — | Vilalta Bars      |
| R. C. D. Español  | 1:1 | Real Sociedad        | Montjuic  | 26 de mayo | — | Melcón Bartolomé  |
| F. C. Barcelona   | 4:0 | Athletic de Madrid   | Montjuic  | 26 de mayo | — | Comorera Gatuella |

| Athletic Club        | 2:1 | R. U. C. Irún      | San Mamés    | 2 de junio | — | Montero Román           |
| C. D. Europa         | 1:1 | F. C. Barcelona    | Montjuic     | 2 de junio | — | Menchaca González       |
| Real Santander R. C. | 1:2 | Athletic de Madrid | El Sardinero | 2 de junio | — | Murguía Ortiz de Zárate |
| Real Sociedad        | 3:2 | Arenas de Guecho   | Atocha       | 2 de junio | — | Serrano de la Mata      |
| Real Madrid F. C.    | 2:0 | R. C. D. Español   | Chamartín    | 2 de junio | — | Quintana Suero          |

| Arenas de Guecho     | 3:0 | R. C. D. Español  | Ibaiondo      | 9 de junio | — | Melcón Bartolomé   |
| Athletic de Madrid   | 5:4 | C. D. Europa      | Metropolitano | 9 de junio | — | Vallana Jeanguenat |
| F. C. Barcelona      | 3:0 | Athletic Club     | Las Corts     | 9 de junio | — | Escartín Morán     |
| Real Santander R. C. | 6:1 | Real Sociedad     | El Sardinero  | 9 de junio | — | Cruella Tena       |
| R. U. C. Irún        | 0:2 | Real Madrid F. C. | Gal           | 9 de junio | — | Quintana Suero     |

| Athletic Club     | 3:3 | Athletic de Madrid   | San Mamés   | 16 de junio | — | Quintana Suero          |
| R. C. D. Español  | 1:1 | F. C. Barcelona      | Montjuic    | 16 de junio | — | Escartín Morán          |
| C. D. Europa      | 4:1 | Real Santander R. C. | El Guinardó | 16 de junio | — | Murguía Ortiz de Zárate |
| Real Sociedad     | 3:2 | R. U. C. Irún        | Atocha      | 16 de junio | — | Vilalta Bars            |
| Real Madrid F. C. | 2:0 | Arenas de Guecho     | Chamartín   | 16 de junio | — | Martín Arnaiz           |

| Athletic Club        | 2:0 | Real Madrid F. C. | San Mamés     | 23 de junio | — | Menchaca González |
| Athletic de Madrid   | 7:1 | R. C. D. Español  | Metropolitano | 23 de junio | — | González Romera   |
| F. C. Barcelona      | 4:1 | R. U. C. Irún     | Las Corts     | 23 de junio | — | Hernández Areces  |
| Real Santander R. C. | 5:1 | Arenas de Guecho  | El Sardinero  | 23 de junio | — | Insausti Lizaso   |
| Real Sociedad        | 5:4 | C. D. Europa      | Atocha        | 23 de junio | — | Navaz Sanz        |

### Promoción de permanencia
El sistema establecía un partido de ida y vuelta entre el campeón de Segunda (Sevilla) y el colista de Primera (Racing).
| 7 de julio de 1929 | Sevilla F. C. | 2:1     | Real Santander R. C. | Estadio de Nervión, Sevilla |  |
|                    | ? · ?         | Reporte | ?                    |                             |  |

| 14 de julio de 1929 | Real Santander R. C.        | 2:0 (Global 3:2) | Sevilla F. C. | Campos de Sport de El Sardinero, Santander |  |
| 18:00               | Loredo 20' · Cladera 20-45' | Reporte          |               |                                            |  |

Con una victoria en el global (2-3) del Racing, este mantuvo la categoría, a pesar de haber sido el colista de Primera.

## Estadísticas

### Máximos goleadores
El vasco Paco Bienzobas fue el primer máximo goleador de la competición al anotar diecisiete goles en dieciocho partidos, con un promedio de 0,94 goles por partido, seguido del gallego Cosme Vázquez y los vascos Ramón Lafuente y Luis Marín Sabater con quince, doce y doce goles respectivamente. Hasta el año 1953 no se oficializó la entrega del trofeo «Pichichi» al máximo goleador del campeonato, motivo por el cual los datos hasta la fecha varían según fuentes consultadas. Se toman en consideración para efectos comparativos las cifras señaladas por el estamento nacional, como motivo puntual de estas clasificaciones, si bien no son los tomados a efectos oficiales para otros datos estadísticos individuales como máximos goleadores de un club por ejemplo.
Cabe destacar al catalán Manuel Parera por ser el máximo goleador del equipo vencedor con once en los dieciocho partidos disputados.
Nota: Nombres y banderas de equipos en la época.
| \| Pos. \| Jugador \| Equipo \| G. \| Part. \| Prom. \| Nota \| \| ---- \| ------------------------- \| ----------------------- \| -- \| ----- \| ----- \| ----------------------------------------------------------------- \| \| 1 \| Paco Bienzobas \| Real Sociedad[n 2] \| 17 \| 18 \| 0.94 \| Máximo goleador histórico y mejor marca en una edición (17 goles) \| \| 2 \| Cosme Vázquez \| Athletic de Madrid[n 3] \| 15 \| 17 \| 0.88 \| — \| \| 3 \| Ramón Lafuente \| Athletic Club[n 4] \| 12 \| 14 \| 0.86 \| — \| \| = \| Luis Marín \| Athletic de Madrid[n 5] \| 12 \| 18 \| 0.67 \| — \| \| 5 \| Santiago Urtizberea \| R. U. C. Irún[n 6] \| 11 \| 12 \| 0.92 \| — \| \| = \| José María Yermo \| Arenas de Guecho[n 7] \| 11 \| 15 \| 0.73 \| — \| \| = \| Manuel Cros \| C. D. Europa[n 8] \| 11 \| 16 \| 0.69 \| — \| \| = \| Jaime Lazcano \| Real Madrid F. C.[n 9] \| 11 \| 17 \| 0.65 \| — \| \| = \| Gaspar Rubio \| Real Madrid F. C.[n 10] \| 11 \| 17 \| 0.65 \| — \| \| = \| Luis Regueiro \| R. U. C. Irún[n 11] \| 11 \| 17 \| 0.65 \| — \| \| = \| Manuel Parera \| F. C. Barcelona[n 12] \| 11 \| 18 \| 0.71 \| — \| \| 12 \| José Sastre \| F. C. Barcelona \| 10 \| 14 \| 0.71 \| — \| \| = \| Carlos Bestit \| C. D. Europa \| 10 \| 18 \| 0.56 \| — \| \| 14 \| Victorio Unamuno \| Athletic Club \| 9 \| 17 \| 0.53 \| — \| \| = \| Luis Iruretagoyena Kiriki \| Real Sociedad \| 11 \| 34 \| 0.32 \| — \| |                           |                    |    |       |       |                                                                   |
| Pos. | Jugador                   | Equipo             | G. | Part. | Prom. | Nota                                                              |
| 1 | Paco Bienzobas            | Real Sociedad      | 17 | 18    | 0.94  | Máximo goleador histórico y mejor marca en una edición (17 goles) |
| 2 | Cosme Vázquez             | Athletic de Madrid | 15 | 17    | 0.88  | —                                                                 |
| 3 | Ramón Lafuente            | Athletic Club      | 12 | 14    | 0.86  | —                                                                 |
| = | Luis Marín                | Athletic de Madrid | 12 | 18    | 0.67  | —                                                                 |
| 5 | Santiago Urtizberea       | R. U. C. Irún      | 11 | 12    | 0.92  | —                                                                 |
| = | José María Yermo          | Arenas de Guecho   | 11 | 15    | 0.73  | —                                                                 |
| = | Manuel Cros               | C. D. Europa       | 11 | 16    | 0.69  | —                                                                 |
| = | Jaime Lazcano             | Real Madrid F. C.  | 11 | 17    | 0.65  | —                                                                 |
| = | Gaspar Rubio              | Real Madrid F. C.  | 11 | 17    | 0.65  | —                                                                 |
| = | Luis Regueiro             | R. U. C. Irún      | 11 | 17    | 0.65  | —                                                                 |
| = | Manuel Parera             | F. C. Barcelona    | 11 | 18    | 0.71  | —                                                                 |
| 12 | José Sastre               | F. C. Barcelona    | 10 | 14    | 0.71  | —                                                                 |
| = | Carlos Bestit             | C. D. Europa       | 10 | 18    | 0.56  | —                                                                 |
| 14 | Victorio Unamuno          | Athletic Club      | 9  | 17    | 0.53  | —                                                                 |
| = | Luis Iruretagoyena Kiriki | Real Sociedad      | 11 | 34    | 0.32  | —                                                                 |

### Evolución del registro de máximo goleador histórico
Nota: tomados en consideración los partidos y goles que establece el trofeo «Pichichi» que pueden diferir/y difieren de otros datos oficiales en la trayectoria de los jugadores al guiarse el premio por su propio baremo.
| Pos. | Jugador        | G. | Part. | Prom. | Debut   | Equipo debut            | Otros clubes |
| ---- | -------------- | -- | ----- | ----- | ------- | ----------------------- | ------------ |
| 1    | Paco Bienzobas | 17 | 18    | 0.94  | 1928-29 | Real Sociedad (17)      | —            |
| 2    | Cosme Vázquez  | 15 | 17    | 0.88  | 1928-29 | Athletic de Madrid (15) | —            |
| 3    | Ramón Lafuente | 12 | 14    | 0.86  | 1928-29 | Athletic Club (12)      | —            |

### Mejor portero
| \| Pos. \| Jugador \| Equipo \| G. E. \| Part. \| Coc. \| \| ---- \| ------------------ \| -------------------- \| ----- \| ----- \| ---- \| \| 1 \| Ricardo Zamora \| R. C. D. Español \| 24 \| 15 \| 1.6 \| \| 2 \| Gregorio Blasco \| Athletic Club \| 22 \| 11 \| 2 \| \| 3 \| Jesús Izaguirre \| Real Sociedad \| 40 \| 18 \| 2.22 \| \| 4 \| Antonio Emery \| R. U. C. Irún \| 42 \| 18 \| 2.33 \| \| 5 \| Tomás Zarraonandia \| Arenas de Guecho \| 33 \| 14 \| 2.36 \| \| 6 \| Valentín Raba \| Real Santander R. C. \| 39 \| 16 \| 2.44 \| |                    |                      |       |       |      |
| Pos. | Jugador            | Equipo               | G. E. | Part. | Coc. |
| 1 | Ricardo Zamora     | R. C. D. Español     | 24    | 15    | 1.6  |
| 2 | Gregorio Blasco    | Athletic Club        | 22    | 11    | 2    |
| 3 | Jesús Izaguirre    | Real Sociedad        | 40    | 18    | 2.22 |
| 4 | Antonio Emery      | R. U. C. Irún        | 42    | 18    | 2.33 |
| 5 | Tomás Zarraonandia | Arenas de Guecho     | 33    | 14    | 2.36 |
| 6 | Valentín Raba      | Real Santander R. C. | 39    | 16    | 2.44 |

### Tripletes o más
A continuación se detallan los tripletes conseguidos a lo largo de la temporada.
| N.º | Fecha      | Jugador             | Goles           | Local               |                        | Resultado |                        | Visitante           | Rep.       |
| --- | ---------- | ------------------- | --------------- | ------------------- | ---------------------- | --------- | ---------------------- | ------------------- | ---------- |
| 1   | 10/02/1929 | Jaime Lazcano       | 50' 59' 75' 83' | Real Madrid F. C.   |                        | 5:0       | Bandera de Cataluña    | C. D. Europa        | Jornada 1  |
| 2   | 17/02/1929 | Carmelo Goyenechea  | 18' 32' 70'     | Athletic Club       | Bandera del País Vasco | 9:0       | Bandera de Cataluña    | R. C. D. Español    | Jornada 2  |
| 3   | 17/02/1929 | Ramón Lafuente      | 39' 58' 81'     | Athletic Club       | Bandera del País Vasco | 9:0       | Bandera de Cataluña    | R. C. D. Español    | Jornada 2  |
| 4   | 17/02/1929 | Manuel Cros         | 12' 68' 73'     | C. D. Europa        | Bandera de Cataluña    | 5:2       | Bandera del País Vasco | Arenas de Guecho    | Jornada 2  |
| 5   | 24/02/1929 | Victorio Unamuno    | 37' 60' 85'     | Racing de Santander |                        | 0:4       | Bandera del País Vasco | Athletic Club       | Jornada 3  |
| 6   | 24/03/1929 | José Sastre         | 7' 52' 57'      | F. C. Barcelona     | Bandera de Cataluña    | 5:2       | Bandera de Cataluña    | C. D. Europa        | Jornada 6  |
| 7   | 28/04/1929 | Ángel Arocha        | 23' 51' 61'     | F. C. Barcelona     | Bandera de Cataluña    | 5:1       |                        | Racing de Santander | Jornada 10 |
| 8   | 28/04/1929 | Carlos Bestit       | 9' 15' 16'      | C. D. Europa        | Bandera de Cataluña    | 5:2       |                        | Real Madrid F. C.   | Jornada 10 |
| 9   | 05/05/1929 | Ricardo Gallart     | 25' 46' 88'     | R. C. D. Español    | Bandera de Cataluña    | 4:1       | Bandera del País Vasco | Athletic Club       | Jornada 11 |
| 10  | 09/06/1929 | Cosme Vázquez       | 5' 9' 57' 90'   | Athletic de Madrid  |                        | 5:4       | Bandera de Cataluña    | C. D. Europa        | Jornada 16 |
| 11  | 09/06/1929 | Ángel Gómez-Acebo   | 74' 84' 87'     | Racing de Santander |                        | 6:1       | Bandera del País Vasco | Real Sociedad       | Jornada 16 |
| 12  | 23/06/1929 | Luis Marín          | 29' 43' 51'     | Athletic de Madrid  |                        | 7:1       | Bandera de Cataluña    | R. C. D. Español    | Jornada 18 |
| 13  | 23/06/1929 | José María Belauste | 60' 61' 67'     | Real Sociedad       | Bandera del País Vasco | 9:0       | Bandera de Cataluña    | C. D. Europa        | Jornada 18 |

### Autogoles
A continuación se detallan los autogoles marcados a lo largo de la temporada.
| N.º | Fecha      | Jugador            | Minuto            | Local              |                        | Resultado |                        | Visitante          | Rep.       |
| --- | ---------- | ------------------ | ----------------- | ------------------ | ---------------------- | --------- | ---------------------- | ------------------ | ---------- |
| 1   | 10/02/1929 | Alfonso Olaso      | Anotado · Autogol | Arenas de Guecho   | Bandera del País Vasco | 2:3       |                        | Athletic de Madrid | Jornada 1  |
| 2   | 31/03/1929 | Tomás Zarraonandia | 1:0, 57'          | R. C. D. Español   | Bandera de Cataluña    | 1:2       | Bandera del País Vasco | Arenas de Guecho   | Jornada 7  |
| 3   | 19/05/1929 | Jaime Mancisidor   | 3:1, 83'          | Athletic de Madrid |                        | 3:1       | Bandera del País Vasco | R. U. C. Irún      | Jornada 13 |
| 4   | 09/06/1929 | José Virgili       | 2:0, 20'          | Arenas de Guecho   | Bandera del País Vasco | 3:0       | Bandera de Cataluña    | R. C. D. Español   | Jornada 16 |
| 5   | 16/06/1929 | Francisco Moriones | 2:1, 73'          | Athletic Club      | Bandera del País Vasco | 3:3       |                        | Athletic de Madrid | Jornada 17 |

### Récords
| Récords de jugadores       | Récords de jugadores | Récords de jugadores | Récords de jugadores | Récords de jugadores   | Récords de jugadores | Récords de jugadores   | Récords de jugadores | Récords de jugadores |
| Récord                     | Fecha                | Jugador              | Local                |                        | Resultado            |                        | Visitante            | Rep.                 |
| -------------------------- | -------------------- | -------------------- | -------------------- | ---------------------- | -------------------- | ---------------------- | -------------------- | -------------------- |
| Primer gol de la temporada | 10/02/1929           | José Pitus Prat      | R. C. D. Español     | Bandera de Cataluña    | 3:2                  | Bandera del País Vasco | R. U. C. Irún        | Jornada 1            |
| Último gol de la temporada | 30/06/1929           | Manuel Parera        | Arenas de Guecho     | Bandera del País Vasco | 0:2                  | Bandera de Cataluña    | F. C. Barcelona      | Jornada 13           |

| Récords de equipos       | Récords de equipos | Récords de equipos  | Récords de equipos     | Récords de equipos | Récords de equipos     | Récords de equipos  | Récords de equipos | Récords de equipos |
| Récord                   | Fecha              | Local               |                        | Resultado          |                        | Visitante           | Rep.               |                    |
| ------------------------ | ------------------ | ------------------- | ---------------------- | ------------------ | ---------------------- | ------------------- | ------------------ | ------------------ |
| Más goles en un partido  | 17/02/1929         | Athletic Club       | Bandera del País Vasco | 9:0                | Bandera de Cataluña    | R. C. D. Español    | Jornada 2          |                    |
| Más goles en un partido  | 24/03/1929         | R. U. C. Irún       | Bandera del País Vasco | 6:3                | Bandera del País Vasco | Athletic Club       | Jornada 6          |                    |
| Más goles en un partido  | 31/03/1929         | Real Sociedad       | Bandera del País Vasco | 8:1                |                        | Racing de Santander | Jornada 7          |                    |
| Más goles en un partido  | 19/05/2024         | Real Sociedad       | Bandera del País Vasco | 5:4                |                        | Real Madrid F. C.   | Jornada 13         |                    |
| Más goles en un partido  | 09/06/1929         | Athletic de Madrid  |                        | 5:4                | Bandera de Cataluña    | C. D. Europa        | Jornada 16         |                    |
| Más goles en un partido  | 23/06/1929         | Real Sociedad       | Bandera del País Vasco | 5:4                | Bandera de Cataluña    | C. D. Europa        | Jornada 18         |                    |
| Mayor victoria local     | 17/02/1929         | Athletic Club       | Bandera del País Vasco | 9:0                | Bandera de Cataluña    | R. C. D. Español    | Jornada 2          |                    |
| Mayor victoria visitante | 24/02/1929         | Racing de Santander |                        | 0:4                | Bandera del País Vasco | Athletic Club       | Jornada 3          |                    |

| Mayor racha invicta   | F. C. Barcelona     | 11 | 8-18 |
| Mayor racha ganadora  | F. C. Barcelona     | 7  | 8-14 |
| Mayor racha sin ganar | Racing de Santander | 7  | 1-7  |
| Mayor racha perdedora | Racing de Santander | 7  | 1-7  |